# شاين بلاك
المؤلف والمخرج والممثل الأمريكي شين بلاك، يعتبر واحدا من رواد السيناريو في أمريكا، ساهم بمؤلفاته بالعديد من الأعمال السينمائية الناجحة، نشأ في بيتسبرج، بنسلفانيا، انتقلت عائلته إلى لفولرتون بولاية كاليفورنيا أثناء سنته الثانية من المدرسة الثانوية، وانضم إلى المدرسة الثانوية صني هيلز. بدأت مشاركته في السينما الأمريكية في أواخر عام 1980 وأوائل 1990.
تاريخ الميلاد: 16 ديسمبر 1961 بيتسبرج، بنسلفانيا، الولايات المتحدة الأمريكية
الجنسية: الأمريكية

## روابط خارجية
- شاين بلاك على موقع IMDb (الإنجليزية)
- شاين بلاك على موقع روتن توميتوز (الإنجليزية)
- شاين بلاك على موقع ألو سيني (الفرنسية)
- شاين بلاك على موقع أول موفي (الإنجليزية)
- شاين بلاك على موقع بوكس أوفيس موجو (الإنجليزية)
- شاين بلاك على موقع قاعدة بيانات الأفلام السويدية (السويدية)
- شاين بلاك على موقع قاعدة بيانات الفيلم (الإنجليزية)
- شاين بلاك على موقع كينوبويسك (الروسية)